# Lucidum intervallum
Der Begriff Lucidum intervallum (lat. lichter Augenblick) bezeichnet einen Moment, in dem eine Person trotz einer zugrundeliegenden Bewusstseinsstörung im Vollbesitz ihrer geistigen Kräfte ist. Diese Bezeichnung findet mit unterschiedlichen Bedeutungen Verwendung in der Rechtswissenschaft und in der Medizin.

## Rechtswissenschaft
Erstmals diskutiert wurde das lichte Intervall von römischen Juristen, wobei schon in der Antike umstritten war, ob lichte Intervalle rechtlich relevant sein sollen. Aus dem römischen Recht wurde es vom gemeinen Recht rezipiert und gelangte so in die moderne Rechtswissenschaft.

### Deutschland
In der Rechtswissenschaft wird eine vorübergehende Unterbrechung eines die Geschäftsunfähigkeit, Testierunfähigkeit oder Prozessunfähigkeit bedingenden krankhaften Geisteszustandes zumeist als lichtes Intervall bezeichnet.
Es stellt insoweit einen Ausnahmetatbestand zu § 104 Nr. 2 BGB, § 2229 Absatz 4 BGB sowie zu § 52 ZPO dar. Obwohl jemand an sich geschäfts-, testier- oder prozessunfähig ist, könnte er in einem solchen Intervall die entsprechenden Rechtsgeschäfte oder Prozesshandlungen ausnahmsweise wirksam tätigen. Ob die Willenserklärungen, die während eines solchen Moments getätigt werden, rechtswirksam sind, ist jedoch umstritten.
Für die Wirksamkeit werden der Gesetzeswortlaut des § 104 Nr. 2 BGB, wonach Geschäftsunfähigkeit nur vorliegt, wenn sich der Handelnde in einem akut die freie Willensbildung ausschließenden Zustand krankhafter Störung der Geistestätigkeit befindet sowie der Gedanke der Privatautonomie angeführt, wonach der Einzelne seine privaten Belange möglichst selbstbestimmt regeln können soll. Gegen die Wirksamkeit wird vorgebracht, dass der Gesetzgeber die Figur des lichten Intervalls absichtlich nicht in das Bürgerliche Gesetzbuch aufgenommen habe und dass sie nur dazu diene, vorschnell Geschäftsfähigkeit anzunehmen, ohne den Sachverhalt hinreichend zu ermitteln. Das OLG München hält lichte Intervalle bei bestimmten Krankheiten für praktisch ausgeschlossen, was Mathias Schmoeckel wiederum kritisierte: Nach dem BGB sei die Krankheit im medizinischen Sinne nicht relevant, vielmehr komme es auf die Fähigkeit zur Willensbildung an. Nur der medizinische Befund sei von Dauer, während die Fähigkeit zur Willensbildung von der Tagesform abhänge und durch Medikation wieder herstellbar sei. Deshalb sei die Entscheidung des Gerichts methodisch fehlerhaft, auch weil das Gericht seine Kompetenz überschritten habe und sein Urteil einem Aufruf zur Rechtsverweigerung gleichkomme.
Ein Lucidum intervallum muss von der Partei bewiesen werden, die sich darauf beruft. Ein entsprechendes Gutachten muss, wenn die Wirksamkeit eines Testaments nach § 2229 BGB zur Diskussion steht, von einem Neurologen oder Psychiater erstellt werden, der über klinische Erfahrungen im Bereich der Gerontopsychiatrie verfügt. Ist ein Erblasser bei Abfassung des Gutachtens bereits verstorben, handelt es sich bei dem Gutachten um ein sog. Aktengutachten, das nur auf den Angaben und Aussagen, die in den vorhandenen Unterlagen (z. B. Arztbriefen, Betreuungsgutachten etc.) enthalten sind, basiert. Bei einem ordnungsgemäß errichteten öffentlichen Testament hat der Notar nach § 28 BeurkG seine Wahrnehmungen bezüglich der Testierfähigkeit zu vermerken. In diesem Vermerk liegt jedoch nur ein Indiz, das nicht geeignet ist, schon gar nicht ohne eine Beweiserhebung über sein Zustandekommen, aufgrund konkreter Umstände begründete Zweifel an der Testierfähigkeit zu entkräften.

### Österreich
Die Rechtswissenschaft spricht von einem Lucidum intervallum, wenn ein grundsätzlich geschäftsunfähiger Volljähriger vorübergehend bei Sinnen ist. Der Auslöser einer solchen Geschäftsunfähigkeit ist in der Regel eine Geisteskrankheit. Da es immer auf die Geschäftsfähigkeit bezüglich eines konkreten Geschäfts ankommt und darauf, die Bedeutung der darauf bezogenen rechtsgeschäftlichen Handlungen zu erkennen, ist die betreffende Person während eines Lucidum intervallum unbeschränkt geschäftsfähig.
Dies gilt nicht, wenn ein Geschäftsunfähiger unter Sachwalterschaft steht. Für Rechtsgeschäfte im Zustand des Lucidum intervallum (kurzzeitige volle Einsichtsfähigkeit) bedarf er der Zustimmung des Sachwalters.
Ein Lucidum intervallum ist nicht mit der partiellen Geschäftsunfähigkeit gleichzusetzen, da partiell Geschäftsunfähige nicht prinzipiell vom Rechtsverkehr ausgeschlossen sind. Denn die partielle Geschäftsunfähigkeit bedeutet nur die Unfähigkeit, die Tragweite eines bestimmten Geschäfts zu erkennen.

## Medizin
Synonyme sind freies Intervall (gemeint: symptomfreier Zeitraum), lichtes Intervall, lichter Moment, lichter Augenblick, luzides Intervall, Intervallum lucidum, Intervalla lucida (Singular oder Plural), Intermission (wörtlich: das Dazwischengeschickte) oder veraltet dilucidum intervallum (wörtlich: klarer Zwischenraum, klare Pause; gemeint: bewusstseinsklare Periode).

### Psychiatrie
Früher wurde der Begriff verwendet, um ein anscheinend symptomfreies Intervall von Patienten mit Geisteskrankheiten zu beschreiben. Heute würde man von abgeklungenen oder remittierten Symptomen sprechen, gegebenenfalls  können bei entsprechender Untersuchung weiterhin Symptome festgestellt werden.

### Traumatologie
In der Neurologie wird der Begriff benutzt, um eine Phase bei einem epiduralen Hämatom zu beschreiben, bei der nach anfänglicher kurzer Bewusstlosigkeit der Patient für einen Zeitraum bis zu mehreren Stunden erwachen kann (freies oder luzides Intervall), bevor eine zunehmende sekundäre Bewusstseinseintrübung eintritt.